# Jigme Khesar Namgyel Wangchuck
Jigme Khesar Namgyel Wangchu(c)k (Dzongkha: འཇིགས་མེད་གེ་སར་རྣམ་རྒྱལ་དབང་ཕྱུག་) (Kathmandu, 21 februari 1980) is de huidige koning van Bhutan. Zijn officiële titel is Druk Gyalpo, drakenkoning, en hij is de vijfde koning uit de Wangchukdynastie. Op 14 december 2006 volgde hij zijn vader Jigme Singye Wangchuk op, die op die datum afstand deed van de troon. De kroning vond plaats op 6 november 2008. De nieuwe koning zette de ontwikkeling naar een parlementaire democratie, gestart door zijn vader, voort. In april 2007 vonden proefverkiezingen plaats voor een parlement en in maart 2008 waren de eerste echte verkiezingen.
Jigme Khesar Namgyel Wangchuk is de oudste zoon van zijn vader en diens derde vrouw, koningin Tshering Yangdon. Hij voltooide de highschool aan de Phillips Academy in Andover, Massachusetts (Verenigde Staten), en hij studeerde politicologie in Oxford (Verenigd Koninkrijk).
Op 20 mei 2011 kondigde Jigme Khesar Namgyel Wangchuk zijn verloving met de Bhutaanse Jetsun Pema aan. Het huwelijk werd voltrokken op 13 oktober 2011.
Op 5 februari 2016 werd hij vader van een zoon, kroonprins Jigme Namgyel Wangchuck.
Op 19 maart 2020 breidde het koninklijk gezin uit door de geboorte van een tweede zoontje Jigme Ugyen Wangchuck. Op 9 september 2023 werd hij voor het eerst vader van een dochtertje. 
Emmanuel (Andorra) · Joan Enric (Andorra) · Hamad (Bahrein) · Filip (België) · Jigme Khesar Namgyel Wangchuck  (Bhutan) · Hassanal Bolkiah (Brunei) · Norodom Sihamoni (Cambodja) · Charles III (Commonwealth realms) · Frederik X (Denemarken) · Naruhito (Japan) · Abdoellah II (Jordanië) · Mishal (Koeweit) · Letsie III (Lesotho) · Hans Adam II (Liechtenstein) · Henri (Luxemburg) · Mohammed VI (Marokko) · Albert II (Monaco) · Willem-Alexander (Nederland) · Harald V (Noorwegen) · Haitham (Oman) · Tamim (Qatar) · Salman (Saoedi-Arabië) · Felipe VI (Spanje) · Mswati III (Swaziland) · Rama X (Thailand) · Tupou VI (Tonga) · Mohammed (Verenigde Arabische Emiraten) · Franciscus (Vaticaan) · Carl Gustaf XVI (Zweden)